# غوكدنيز بيرقدار
غوكدنيز بيرقدار (بالتركية: Gökdeniz Bayrakdar) هو لاعب كرة قدم تركي في مركز الهجوم، ولد في 23 نوفمبر 2001 في كانديرا في تركيا.

## وصلات خارجية
- غوكدنيز بيرقدار على موقع اتحاد تركيا (لاعب) (الإنجليزية)
- غوكدنيز بيرقدار على موقع قاعدة بيانات كرة القدم.إي يو (الإنجليزية)
- غوكدنيز بيرقدار على موقع Soccerway.com (الإنجليزية)